# Монети фунта стерлінгів
Монети фунта стерлінгів — монети, що знаходяться в обігу у Великій Британії номіналом від одного пенні до двох фунтів, та є частиною грошової одиниці Фунт стерлінгів. 1 фунт = 100 пенсів (однина: пенні).
Випускаються Королівським монетним двором в місті Ллантрісант (область Ронта-Кінон-Тав, Уельс). Станом на 30 березня 2010 року, в обігу нараховувалося близько 28 мільярдів монет.

## Монархи на монетах
Всі монети, починаючи з XVII століття, мають зображення профілю дійсного на момент їх випуску монарха. До того ж кожна наступна королівська особа дивиться в сторону, протилежну попередній, як показано в наступній таблиці:
| Дивляться вліво             |  |  | Дивляться вправо                                               |  |
| --------------------------- |  |  | -------------------------------------------------------------- |  |
| Олівер Кромвель (1653–1658) |  |  | Карл II (1660–1685)                                            |  |
| Яків II (1685–1688)         |  |  | Вільгельм III і Марія II (1689–1694) Вільгельм III (1694–1702) |  |
| Анна (1702–1714)            |  |  | Георг I (1714–1727)                                            |  |
| Георг II (1727–1760)        |  |  | Георг III (1760–1820)                                          |  |
| Георг IV (1820–1830)        |  |  | Вільгельм IV (1830–1837)                                       |  |
| Вікторія (1837–1901)        |  |  | Едуард VII (1901–1910)                                         |  |
| Георг V (1910–1936)         |  |  |                                                                |  |
| Едуард VIII (1936)          |  |  |                                                                |  |
| Георг VI (1936–1952)        |  |  | Єлизавета II (1952–2022)                                       |  |

Невелике непорозуміння трапилось з Едуардом VIII, який зійшовши на трон в січні 1936 року і відрікся від престолу в грудні того ж року (не був коронований), і його монети не були введені в обіг, хоча певна їх кількість була вироблена з зображенням вліво (але потрібно було вправо).

## Монети в обігу
| Номінал          | Діаметр (мм) | Товщина (мм) | Кількість (млн штук) |
| ---------------- | ------------ | ------------ | -------------------- |
| Два фунти        | 28,4         | 2,5          | 417                  |
| Один фунт        | 22,5         | 3,15         | 1 553                |
| П'ятдесят пенсів | 27,3         | 1,78         | 948                  |
| Двадцять пенсів  | 21,4         | 1,7          | 2 765                |
| Десять пенсів    | 24,5         | 1,85         | 1 631                |
| П'ять пенсів     | 18,0         | 1,7          | 3 847                |
| Два пенси        | 25,9         | 2,03         | 6 557                |
| Один пенні       | 20,3         | 1,65         | 11 278               |